# Солт-Форк-Арканзас
Солт-Форк-Арканзас (англ. Salt Fork Arkansas River) или Солт-Форк (англ. Salt Fork) — река в центральной части США, правый приток Арканзаса, протекает по территории округов Команче, Барбер, Вудс, Алфалфа, Грант, Нобл и Кей. Не судоходна.
Длина реки — 239 миль (385 км) или, согласно другим данным, 192 мили (309 км).
Начинается на территории округа Команче в южной части Канзаса. Течёт в юго-восточном направлении до города Алва, далее — преимущественно на восток. Впадает в Арканзас на высоте 273 м над уровнем моря в 11 км южнее города Понка-Сити на севере Оклахомы.
Крупнейшие притоки: Медисин-Лодж, Чикаския.